# Adrian King
Adrian John King (Tamworth, 21 de noviembre de 1971) es un jugador de baloncesto en silla de ruedas australiano. Formó parte del equipo nacional masculino de baloncesto en silla de ruedas de Australia en los Juegos Paralímpicos de Sídney 2000, Atenas en 2004 y Pekín en 2008. Ganó una medalla de plata como parte del equipo de 2004 y una medalla de oro como parte del equipo de 2008, por lo que recibió la Medalla de la Orden de Australia.  Actualmente vive en Queensland.
Se suponía que Adrian iba a competir en un Torneo de Invitación de Cuatro Naciones en Osnabruk, Alemania. Sin embargo, no pudo competir después de someterse a una cirugía de hombro. Adrian fue miembro del equipo masculino australiano de baloncesto en silla de ruedas para el Rollers World Challenge de 2009. En 2009, Sporting Wheelies and Disabled organizó una serie de cuatro partidos de baloncesto en silla de ruedas entre los Rockwheelers y el equipo de la liga nacional, los Brisbane Spinning Bullets. King formó parte del equipo ganador, los Brisbane Spinning Bullets, y todavía así aprovechó la oportunidad de ayudar a los jugadores de los Rockwheelers a mejorar su habilidad en el baloncesto.

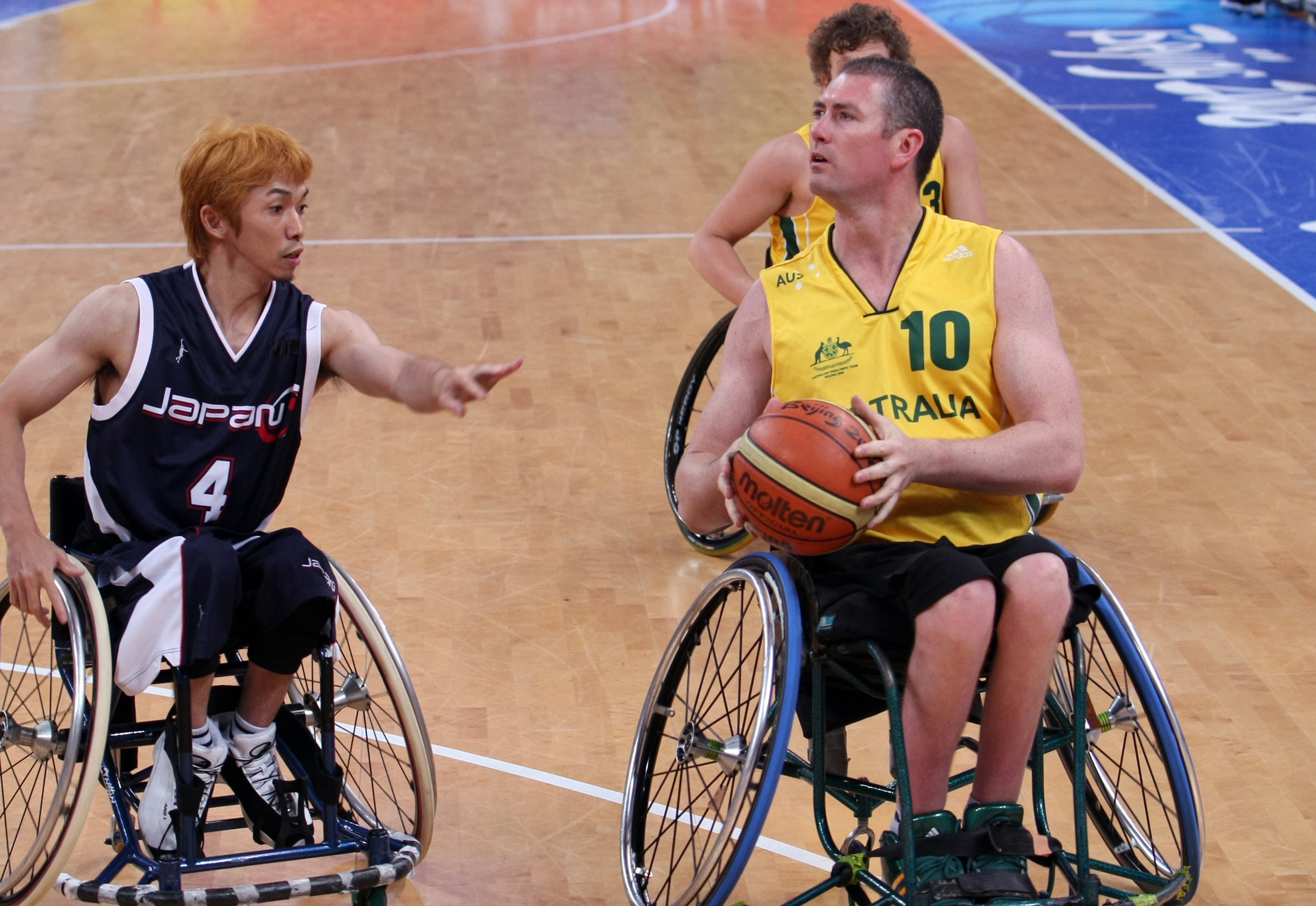
Adrian King listo para jugar contra Japón.

King compitió en la Copa Frank Ponta de 2011 como miembro del "Equipo Gould" con el objetivo de que este torneo fuera reconocido por el baloncesto en silla de ruedas. En 2013, King compitió en la Liga Nacional de Baloncesto en Silla de Ruedas (NWBL) por los RSL Queensland Spinning Bullets donde su equipo terminó en tercer lugar.
Adrian King es un asesor de inversiones cualificado de Gamma Wealth Management, donde tiene más de once años de experiencia en la asistencia a clientes para gestionar sus inversiones. King se especializa en la gestión de los asuntos financieros de los clientes con un enfoque clave en el pago de compensaciones, rupturas matrimoniales o acuerdos de sucesión de fallecidos.

## Reconocimientos
En 2013, fue honrado en el Muro de Honor de los Juegos Olímpicos Regionales de Tamworth, por su participación en los Juegos Paralímpicos de 2004 y 2008. King terminó su carrera paralímpica con una medalla de oro y una de plata, ambas como miembro del equipo masculino de baloncesto en silla de ruedas de Australia.